# Joanna la francese
Joanna la francese (Joanna Francesa) è un film del 1973 diretto da Carlos Diegues.